# Nagelfar (nordisk mytologi)
 For alternative betydninger, se Nagelfar. (Se også artikler, som begynder med Nagelfar)
Nagelfar (oprindeligt Naglfar – uden "e") er et skib fra den nordiske mytologi, der var bygget af døde mænds negle.
Hel, som hersker over dødsriget, bygger skibet af de dødes negle eller ifølge andre beretninger af afklippede negle og hår, som menneskene kaster bort. Når skibet er færdigt, vil Hel drage til Asgård med skibet for at kæmpe mod guderne. Det udløser Ragnarok.
På grund af denne tro var det tidligere almindeligt at indsamle afklippede negle og hår. De blev så syet ind i en lille pude og lagt i kisten med den døde. På den måde kunne man forhindre, at Hel fik fat i neglene/håret. Dermed gik bygningen af Nagelfar langsommere, og Ragnarok ville dermed blive forsinket. Skikken med at indsamle negle og hår for at lægge det i kisten stammer naturligvis fra vikingetiden; men der er eksempler på, at det er blevet praktiseret helt op i det 20. århundrede.